# ماركوس يورينتي
ماركوس يورينتي مورينو (بالإسبانية: Marcos Llorente) (تلفظ بالإسبانية: /ˈmaɾkoz ʎoˈɾente moˈɾeno/;؛ مواليد 30 يناير 1995) هو لاعب كرة قدم إسباني يلعب في مركز الوسط الدفاعي مع نادي أتلتيكو مدريد الإسباني.

## مسيرته الكروية

### ريال مدريد
ولد يورينتي في مدريد، وانضم إلى شباب ريال مدريد في عام 2008 عندما كان يبلغ من العمر 13 عامًا. في يوليو 2014، بعد أداءه مع فريق الشباب لريال مدريد تمت ترقيته إلى الفريق الإحتياطي مباشرة من قبل المدير الفني آنذاك زين الدين زيدان.
في 10 أغسطس 2016، تم إعارة يورينتي لنادي ديبورتيفو ألافيس في الدوري الأسباني لموسم واحد. في 10 سبتمبر من ذلك العام، شارك 90 دقيقة كاملة في مباراة الفوز 2–1 على برشلونة.
في 23 سبتمبر 2017، تم تمديد عقد يورينتي حتى عام 2021. شارك في مباراة واحدة عندما حقق ريال مدريد دوري أبطال أوروبا للمرة الثالثة عشر في تاريخ النادي والثالثة توالياً.
في 22 ديسمبر 2018، سجل يورينتي أول أهدافه الرسمية مع الفريق الأول لريال مدريد في مباراة الفوز 4–1 على العين في نهائي كأس العالم للأندية 2018 وتم اختياره كرجل المباراة.

### أتلتيكو مدريد
في 20 يونيو 2019، وقع يورينتي مع الغريم المحلي أتلتيكو مدريد على عقد مدته خمس سنوات وانتقل مقابل 35 مليون جنيه إسترليني.

## مسيرته الدولية
شارك يورينتي لأول مرة مع منتخب إسبانيا تحت 21 سنة في 10 أكتوبر 2016، حيث أنتصر منتخبه بنتيجة 5–0 أمام إستونيا في تصفيات بطولة أوروبا تحت 21 سنة لكرة القدم 2017 في بونتيفيدرا.

## حياته الشخصية
يورنتي مشجع لريال مدريد منذ الطفولة، وترتبط عائلة يورينتي بكرة القدم وريال مدريد. حيث أن والده باكو وعمه الكبير فرانشيسكو خينتو كانا يلعبان على الجناح، بينما كان جده لأمه رامون غروسو يلعب كمهاجم.

## الإحصائيات
آخر تحديث 19 مايو 2019.
| النادي            | الموسم   | الدوري | الدوري  | الكأس  | الكأس   | قاري   | قاري    | أخرى1  | أخرى1   | المجموع | المجموع |
| النادي            | الموسم   | الظهور | الأهداف | الظهور | الأهداف | الظهور | الأهداف | الظهور | الأهداف | الظهور  | الأهداف |
| ----------------- | -------- | ------ | ------- | ------ | ------- | ------ | ------- | ------ | ------- | ------- | ------- |
| ريال مدريد كاستيا | 2014–15  | 25     | 0       | —      | —       | —      | —       | —      | —       | 25      | 0       |
| ريال مدريد كاستيا | 2015–16  | 37     | 3       | —      | —       | —      | —       | —      | —       | 37      | 3       |
| ريال مدريد كاستيا | المجموع  | 62     | 3       | —      | —       | —      | —       | —      | —       | 62      | 3       |
| ألافيس (إعارة)    | 2016–17  | 0      | 6       | 0      | —       | —      | —       | —      | 38      | 0       |         |
| ريال مدريد        | 2015–16  | 2      | 0       | 1      | 0       | 0      | 0       | —      | —       | 3       | 0       |
| ريال مدريد        | 2016–17  | —      | —       | —      | —       | —      | —       | 0      | 0       | 0       | 0       |
| ريال مدريد        | 2017–18  | 13     | 0       | 6      | 0       | 1      | 0       | 2      | 1       | 22      | 1       |
| ريال مدريد        | 2018–19  | 7      | 0       | 5      | 1       | 2      | 0       | 0      | 0       | 14      | 1       |
| ريال مدريد        | المجموع  | 22     | 0       | 12     | 1       | 3      | 0       | 2      | 1       | 39      | 2       |
| أتلتيكو مدريد     | 2019–20  | 0      | 0       | 0      | 0       | 0      | 0       | —      | —       | 0       | 0       |
| الإجمالي          | الإجمالي | 116    | 3       | 18     | 1       | 3      | 0       | 2      | 1       | 139     | 5       |

1 تشمل مباريات كأس السوبر الإسباني، كأس السوبر الأوروبي وكأس العالم للأندية.

## الإنجازات

### النادي
ريال مدريد
- دوري أبطال أوروبا (1): 2017–18
- كأس العالم للأندية (2): 2017،[20] 2018[10]

 أتلتيكو مدريد
- الدوري الإسباني (1): 2020–21[21]

## وصلات خارجية
- ماركوس يورينتي على موقع الاتحاد الدولي (مؤرشف)  (الإنجليزية)
- ماركوس يورينتي على موقع الاتحاد الدولي (مؤرشف)  (الإنجليزية)
- ماركوس يورينتي على موقع الاتحاد الأوربي (الإنجليزية)
- ماركوس يورينتي على موقع إي إس بي إن إف سي (الإنجليزية)
- ماركوس يورينتي على موقع قاعدة بيانات كرة القدم.إي يو (الإنجليزية)
- ماركوس يورينتي على موقع ليكيب (الفرنسية)
- ماركوس يورينتي على موقع ناشيونال فوتبول تيمز (الإنجليزية)
- ماركوس يورينتي على موقع Soccerbase.com (لاعب) (الإنجليزية)
- ماركوس يورينتي على موقع Soccerway.com (الإنجليزية)
- ماركوس يورينتي على موقع عالم كرة القدم.نت (الإنجليزية)